# Nils Tavernier

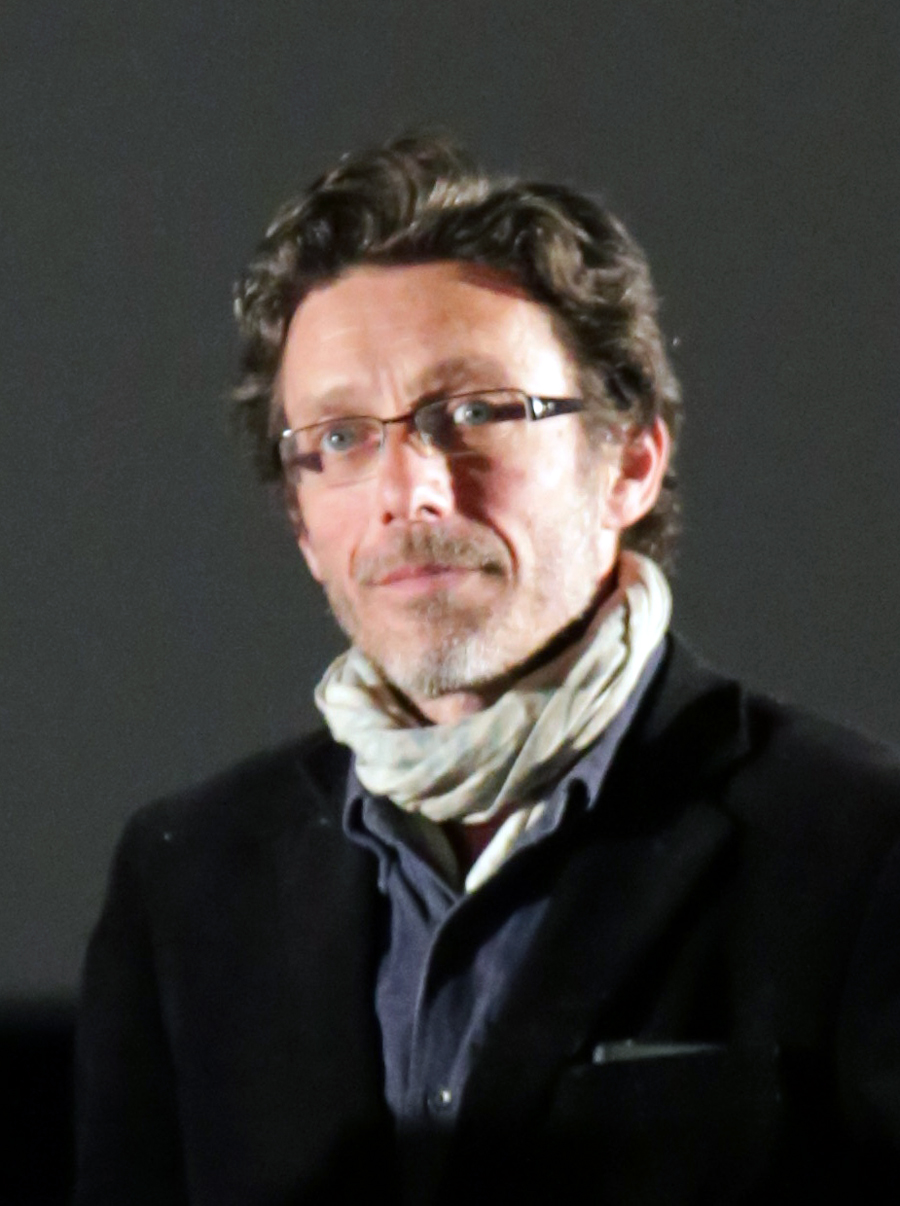
Nils Tavernier, 2014

Nils Tavernier (* 1. September 1965 in Paris) ist ein französischer Schauspieler und Regisseur.

## Leben
Tavernier ist der Sohn des Filmregisseurs Bertrand Tavernier und der Drehbuchautorin Colo Tavernier. Seine Schwester ist die französische Autorin Tiffany Tavernier. Sein Schauspieldebüt hatte er 1977 im Film Verwöhnte Kinder. Es folgten mehr als 40 weitere Film- und Fernsehproduktionen, in denen er schauspielerisch in Erscheinung trat. Seit Mitte der 1990er Jahre ist er auch als Regisseur und Drehbuchautor tätig, gleichfalls für Film und Fernsehen.
2019 erhielt er den Publikumspreis des Fünf Seen Filmfestival für Der Palast des Postboten.

## Filmographie (Auswahl)

### Schauspieler
- 1977: Verwöhnte Kinder (Des enfants gâtés)
- 1980: Ferien für eine Woche (Une semaine de vacances)
- 1983: Entre Nous – Träume von Zärtlichkeit (Coup de foudre)
- 1986: Töte, was du liebst! (Mon bel amour, ma déchirure)
- 1986: Les mois d’avril sont meurtriers
- 1987: Die Passion der Beatrice (La Passion Béatrice)
- 1987: La Lumière du lac
- 1988: Eine Frauensache (Une affaire de femmes)
- 1989: Valmont
- 1990: Schmutziger Engel (Sale comme un ange)
- 1991: Sisi und der Kaiserkuß (Sissi la valse des cœurs)
- 1991: Mörderische Entscheidung
- 1992: Auf offener Straße (L.627)
- 1993: Mina Tannenbaum
- 1994: D’Artagnans Tochter (La Fille de d’Artagnan)
- 1994: Karl der Große (Charlemagne, le prince à cheval)
- 1996: Am Morgen danach (Post coïtum animal triste)
- 1997: Ein Bruder... (Un frère)
- 1997: La Parenthèse
- 2001: Féroce
- 2003: Das starke schwache Geschlecht (Drôle de genre)

### Regisseur
- 2006: Aurore
- 2013: Mit ganzer Kraft (De toutes nos forces)
- 2018: Der Palast des Postboten (L’incroyable histoire du facteur Cheval)
- 2018: La Faute
- 2022: Ima